# Neoleucophoroptera
Neoleucophoroptera is een geslacht van wantsen uit de familie van de Miridae (Blindwantsen). Het geslacht werd voor het eerst wetenschappelijk beschreven door Menard & Schuh in 2011.

## Soorten
Het genus bevat de volgende soorten:

- Neoleucophoroptera novoirlandense (Schuh, 1984)
- Neoleucophoroptera solomonensis (Schuh, 1984)